# Joško Španjić
Joško Španjić (Spalato, 2 marzo 1966) è un allenatore di calcio ed ex calciatore croato, in precedenza jugoslavo, di ruolo difensore.

## Carriera

### Allenatore
Il 9 ottobre 2024, in seguito alla rescissione contrattuale di Tamara Benković, viene nominato allenatore ad interim della squadra femminile dell'Hajduk Spalato. Debutta sulla panchina delle Hajdučice quattro giorni dopo, nel derby cittadino di campionato vinto contro lo Spalato (0-3). Sette giorni più tardi conduce la squadra alla vittoria per 4-3 contro l'Osijek, ottenendo momentaneamente la prima posizione in campionato nella sua seconda e ultima partita alla guida delle Majstorice s mora, prima di essere succeduto il 29 ottobre da Damir Matulović.

## Palmarès

### Giocatore
- Campionato croato: 3

Hajduk Spalato: 1992, 1993-1994, 1994-1995
- Supercoppa di Croazia: 3

Hajduk Spalato: 1992, 1993, 1994
- Coppa di Croazia: 2

Hajduk Spalato: 1992-1993, 1994-1995